# Сент-Арман (Квебек)
Сент-Арман — муниципалитет в канадской провинции Квебек, расположенный в муниципальном округе Бром-Миссиской и Восточных кантонах. Население по данным переписи населения Канады 2011 года составляло 1248 человек. Он расположен на границе Канады и США .
Муниципалитет Сент-Арман и деревня Филипсбург были объединены 3 февраля 1999 года и стали новым муниципалитетом Сент-Арман.
Филипсбург, сначала известный как залив Миссискоуи, был основан в 1784 году и, как сообщается, был первым поселением в Восточных кантонах. У Сент-Армана, ранее известного как Мурс-Корнерс, произошла схватка за Мурс-Корнерс в ходе Восстания Патриотов в Нижней Канаде 1837 года.

### Язык
Родной язык (2006 г.)
| Язык                        | численность населения | % (%)   |
| --------------------------- | --------------------- | ------- |
| Только французский          | 595                   | 51,96 % |
| Только английский           | 395                   | 34,50 % |
| И английский, и французский | 0                     | 0,00 %  |
| Другие языки                | 155                   | 13,54 % |

В дополнение к французскому и англоязычному населению, в Сен-Армане проживает ряд германофонов, причем по состоянию на 2011 год около 11 % населения говорили на этом языке

## Известные люди
- Полли Барбер - видная предпринимательница Квебека 19 века.
- Мария Элиза Тернер Лаудер (1833—1922), писатель.
- Лэнгли Фрэнк Уиллард Смит — лётчик-ас времён Первой мировой войны.